# 中外交通史籍丛刊

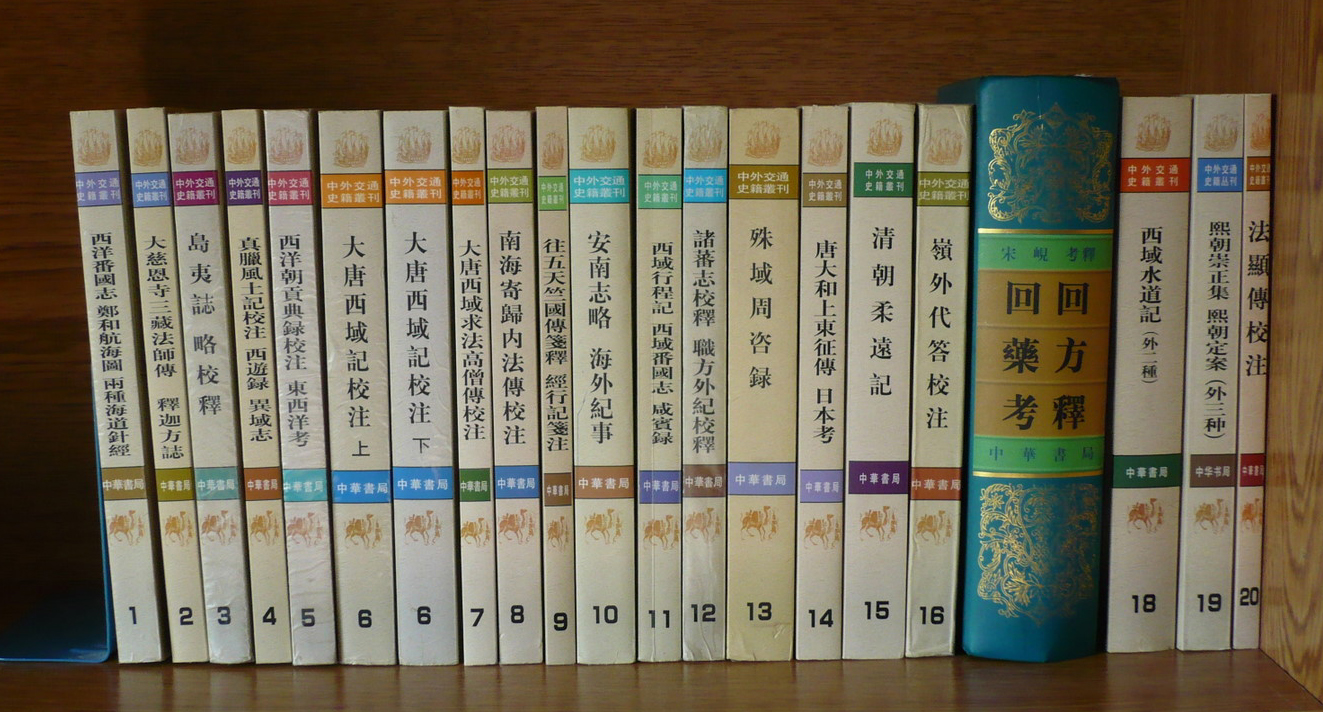
《中外交通史籍丛刊》20册

《中外交通史籍丛刊》是一套最初由中外交通史家北京大学历史系教授向达在1958年创立的丛刊，其宗旨为“选择正史外国传之外有关中外交通的著述加以整理出版……希望对亚洲史和之外交通史的研究会有一些帮助”。
1958年，中华书局出版了向达亲自整理的《中外交通史籍丛刊》中头三部书：《西洋番国志》、《郑和航海图》、《两种海道针经》。文化大革命期间，向达逝世，此丛刊中骤。1979年，中华书局决定恢复《中外交通史籍丛刊》，由著名中外交通史家谢方主持；截至1998年，先后出版了23种。
1998年以前的《中外交通史籍丛刊》共26种，每种单册成书，小32开本，各册封面有图片。
1998年为向达创立《中外交通史籍丛刊》40周年，中华书局将《中外交通史籍丛刊》的册子重订出版，重订过程中作出以下修改：
- 改正旧版中个别错误。
- 将小32开本改为大32开本。
- 统一封面格式，以同一浮雕图代替图像。
- 合并二三种薄单行本为合订本。

## 中外交通史籍丛刊书目
1. 《西洋番国志》，《郑和航海图》，《两种海道针经》，
2. 《大慈恩寺三藏法师传》，《释迦方志》
3. 《岛夷志略校释》
4. 《真腊风土记校注》，《西游录》，《异域志》
5. 《西洋朝贡典录》《东西洋考》
6. 《大唐西域记校注》
7. 《大唐西域求法高僧传校注》
8. 《南海寄归内法传校注》
9. 《往五天竺国传笺释》，《经行记笺注》
10. 《安南志略》，《海外纪事》
11. 《西域行程记》，《西域番国志》，《咸宾录》
12. 《诸蕃志校释》，《职方外纪校释》
13. 《殊域周咨录》
14. 《唐大和上东征传》，《日本考》
15. 《清朝柔远记》
16. 《岭外代答校注》
17. 《回回药方考释》
18. 《西域水道记》（外二種：《漢書西域傳補注》，《新疆賦》）
19. 《熙朝崇正集》，《熙朝定案》（外三種：《昭代欽崇天教至華叙略》，《欽命傳教約述》，《正教奉褒》）
20. 《法顯傳校注》

至今出版二十册三十多种，其中多数文献有详细的校注：《西洋番国志》，《郑和航海图》，《两种海道针经》，《岛夷志略校释》，《真腊风土记校注》，《西游录》，《大唐西域记校注》，《大唐西域求法高僧传校注》，《南海寄归内法传校注》，《往五天竺国传笺释》，《经行记笺注》《西域行程记》，《西域番国志》，《诸蕃志校释》，《职方外纪校释》，《诸蕃志校释》，《职方外纪校释》，《回回药方考释》，《法顯傳校注》，《唐大和上東征傳》，《日本考》；其余为校点本，如《殊域周咨录》，《清朝柔远记》等。
中外交通史籍丛刊内容丰富，多部书籍除此无其他铅印版本。但也缺少一些重要的中外交通史文献，如明代马欢《瀛涯胜览》、费信《星槎胜览》等。
《回回药方考释》另有硬纸板面精装一册，与分上下册的平装本同时出版。